# Martin Rowe
Pour les articles homonymes, voir Rowe.
Martin Rowe, né le 24 juin 1971, est un pilote de rallyes anglais.

## Biographie
Il a débuté en compétition de rallye dès 1990, dans son propre pays.
Il a disputé au total 33 rallyes en WRC, de 1994 (RAC Rally) à 2003 (RAC Rally) (ses deux meilleures places étant au général 10e en Australie en 1999 ainsi qu'à Chypre en 2003).
Trois copilotes ont principalement été à ses côtés durant sa carrière: Derek Ringer (1998 - 1999), Chris Wood (2001 - 2002), et Trevor Agnew (2003).
En 2007, il a de plus terminé 3e du classement IRC du Rallye de Chine, sur Mitsubishi Lancer Evo IX (son copilote étant l'australien Dale Moscatt), du fait de sa participation au championnat de Chine pour sa dernière année d'activité (second aux rallyes de Guizou et de Pékin).

## Palmarès
- Champion du Monde des rallyes des voitures de production (P-WRC): 2003 (sur Subaru Impreza WRX STi, avec T. Agnew);
- Champion d'Angleterre des rallyes: 1998 (sur Renault Mégane Maxi);
- Champion des pilotes de Grande-Bretagne de Formule Rally: 2001 (sur Ford Puma S1600);
  - Vice-champion d'Angleterre des rallyes, en 1997;
  - 3e du championnat d'Angleterre des rallyes, en 1994;

## 1 victoire en P-WRC
- 2003: Rallye d'Australie;
  - 2e en Nouvelle-Zélande en 2002;
  - 2e à Chypre en 2003;
  - 2e en Allemagne en 2003.

## 3 victoires en BRC (British Rally Championship)
- 1997, 1998 et 1999: Rallye de l'île de Man (à Douglas).

## 3 victoires en Formule Rally
- 2001: Rallye de Wirral (New Brighton);
- 2001: Rallye de Silverstone;
- 2001: Rallye Jim Clark (Duns).